# Poésies documentaires complètes

Poésies documentaires complètes est le titre sous lequel fut publiée l'intégralité de la production poétique en vers et en prose de Pierre Mac Orlan lors de sa réédition aux éditions Gallimard, en 1954.
Le volume contient les poèmes et recueils poétiques suivants :
- L'Inflation sentimentale (1922)
- Simone de Montmartre (1924)
- Abécédaire (1924)
- Chanson de charme pour faux-nez (1950)
- Quelques films sentimentaux (réunion de divers poèmes écrits entre 1929 et 1954)
- Boutiques (1925)
- Fêtes foraines (1925)

Cet ouvrage a été réédité dans la collection Poésie/Gallimard en 1982, dans une édition établie par Francis Lacassin. Elle contient, outre les poèmes sus-mentionnés, une section d'une dizaine de « poèmes retrouvés », qui n'avaient pas jusqu'alors été réunis en volumes.

## Éditions
- L'Inflation sentimentale, La Renaissance du livre, Paris, 1922
- Simone de Montmartre, éditions de La Nouvelle Revue française, Paris, 1924
- Abécédaire des filles et de l'enfant chéri aux éditions de la Fanfare de Montparnasse. Henri Jonquières et Cie, Paris, 1924 (devient Abécédaire dans l'édition définitive)
- Boutiques, Marcel Seheur, Paris, 1925
- Boutiques de la foire, éditions Marcel Seheur, Paris, 1925 (devient Fêtes foraines dans l'édition définitive)
- Œuvres poétiques, Émile-Paul, Paris 1946
- Poèmes en prose, Émile-Paul, Paris, 1946
- Chanson de charme pour faux-nez, Seghers, 1950
- Poésies documentaires complètes, Gallimard, Paris, 1954
- Poésies complètes, in Œuvres Complètes (Poésies complètes, Chansons pour accordéon, Mémoires en chanson), Le Cercle du bibliophile, Genève, 1970/71 (édition de Gilbert Sigaux)
- Poésies documentaires complètes, Gallimard, coll. Poésie/Gallimard, Paris, 1982 (édition de Francis Lacassin)